# IC 5180
IC 5180 ist eine Elliptische Galaxie vom Hubble-Typ E2 im Sternbild Eidechse am Nordsternhimmel. Sie ist schätzungsweise 277 Millionen Lichtjahre von der Milchstraße entfernt und hat einen Durchmesser von etwa 80.000 Lichtjahren.

Im selben Himmelsareal befinden sich u. a. die Galaxien NGC 7227 und NGC 7228.
Das Objekt wurde am 21. September 1890 von Guillaume Bigourdan entdeckt.